# 聖母月
聖母月，是天主敎及西儀東正教獻給聖母瑪利亞的月份，一般在西曆5月，基督徒會效法聖母的德行及請求代禱，並指導信徒信從及依靠基督。

## 沿革
聖母月源於13世紀末，當時天主敎會將5月獻給聖母，此乃將昔日世俗慶節改為基督敎節日。18世紀耶穌會會士提倡聖母月敬禮。其後敎宗碧岳十二世（在《天主中保》）及保祿六世（在《論五月》）曾分別發兩個通喻，肯定聖母月敬禮之價值。